# Eidgenössische Volksinitiative «Recht auf Leben»
Die eidgenössische Volksinitiative «Recht auf Leben» verlangte, dass das Recht auf Leben in der Schweizer Bundesverfassung aufgenommen werden soll. Die Volksinitiative entstand im Rahmen der Diskussionen zur Straflosigkeit des Schwangerschaftsabbruches, die in den 1970er und Anfang der 1980er Jahre in der Schweiz stattfand.
Hinter der Volksinitiative stand das Initiativkomitee Recht auf Leben, ein Gremium  aus kirchennahen Personen und Organisationen. Die Abtreibungsgegner wollten mit der Initiative erreichen, dass der Satz „Das Leben des Menschen beginnt mit dessen Zeugung und endet mit seinem natürlichen Tode“ in der Verfassung verankert würde, was in Zukunft jede Diskussion über eine eventuelle Straflosigkeit des Schwangerschaftsabbruchs unterbinden sollte.
Die Initiative wurde am 30. Juli 1980 eingereicht und kam am 9. Juni 1985 zur Abstimmung. Bundesrat und Parlament empfahlen dem Stimmvolk die Ablehnung der Initiative.

## Initiativtext
Die Initiative verlangte einen neuen Artikel in der Bundesverfassung:
Art. 54bis (neu)
1 Jeder Mensch hat das Recht auf Leben und auf körperliche und geistige Unversehrtheit.
2 Das Leben des Menschen beginnt mit dessen Zeugung und endet mit seinem natürlichen Tode.
3 Der Schutz des Lebens und der körperlichen und geistigen Unversehrtheit darf nicht mit Rücksicht auf weniger hohe Rechtsgüter beeinträchtigt werden. Eingriffe sind nur auf rechtsstaatlichem Wege möglich.

## Abstimmung
Die Schweizerinnen und Schweizer verwarfen am 9. Juni 1985 die Initiative Recht auf Leben an der Urne.
1'480'472 Stimmberechtigte nahmen an der Abstimmung teil, was einer Stimmbeteiligung von 35,72 % entspricht. Die Vorlage wurde sowohl vom Volk als auch den Ständen verworfen.
| Ja-Stimmen         | 448'016 | 31,0 % |
| Nein-Stimmen       | 999'077 | 69,0 % |
| Annehmende Stände  | 4 3/2   |        |
| Verwerfende Stände | 16 3/2  |        |